# Sizihwan

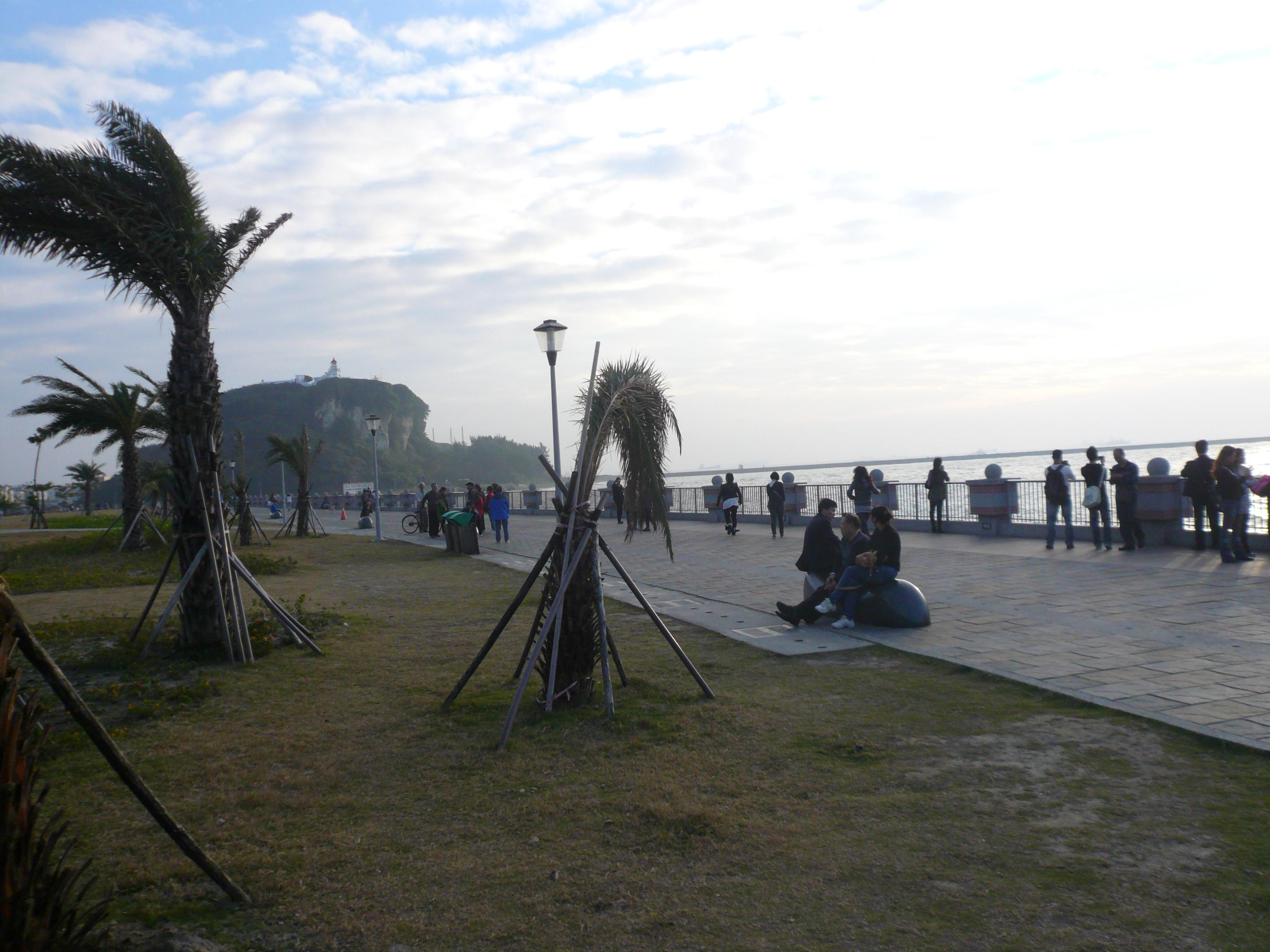
Uferpromenade mit Blick auf die Hafeneinfahrt und den dahinterliegenden Leuchtturm der Insel Qijin.

Die Bucht Sizihwan (chinesisch 西子灣, Pinyin Xīzǐwān, Tongyong Pinyin Sizǐhwan, Pe̍h-ōe-jī Se-á-oân) liegt an der südwestlichen Küste der Stadt Kaohsiung in Taiwan. Sie ist ein beliebtes Ausflugsziel und vor allem für malerische Sonnenuntergänge bekannt.

## Lage
Sizihwan liegt im südwestlichen Bezirk Gushan der Stadt Kaohsiung an der Küste der Taiwanstraße. Die Bucht grenzt im Süden unmittelbar an die nördliche Einfahrt des Hafens von Kaohsiung. Auf der gegenüberliegenden Seite der Hafeneinfahrt erhebt sich die 48 m hohe Nordspitze der Insel Qijin mit ihrem Leuchtturm. Am nördlichen Abschnitt der Bucht befindet sich der Campus der Sun-Yat-sen-Nationaluniversität, im Nordosten und Osten der Bucht liegen der Berg Shoushan und seine Ausläufer. Sizihwan ist durch eine Autostraße mit dem Stadtzentrum und durch einen Shuttle-Bus mit der Sizihwan-Station der Orangen Linie und der Hamasen-Station der Straßenbahn-Linie der Kaohsiung Mass Rapid Transit (KMRT; Kaohsiunger U-Bahn) verbunden.

## Freizeit und Tourismus

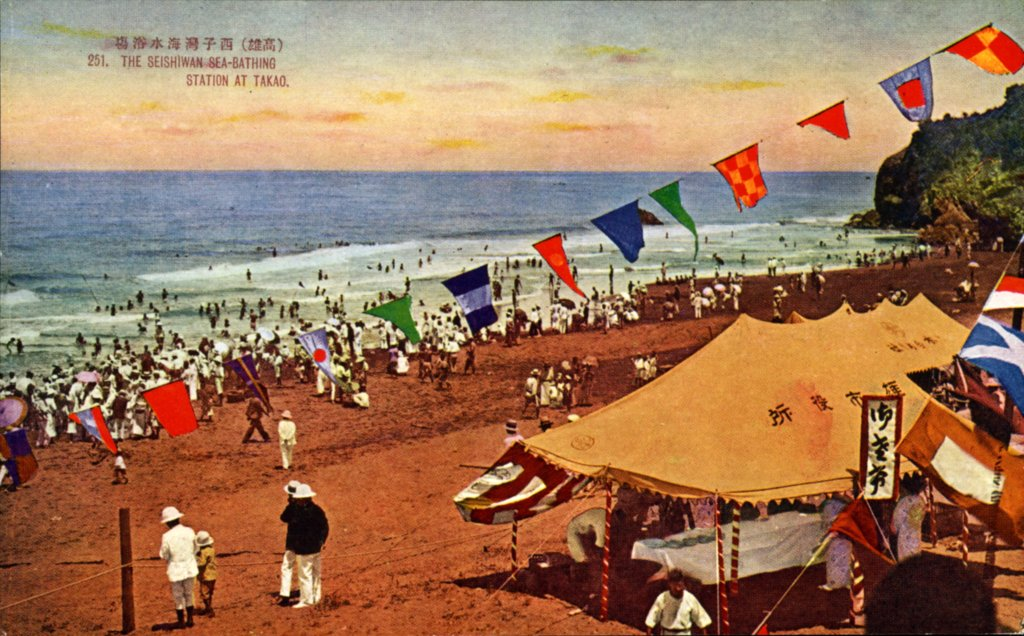
Der Strand Sizihwans auf einer Postkarte aus der japanischen Kolonialzeit.

Schon während der japanischen Herrschaft über Taiwan war die Bucht Sizihwan für ihre reizvolle Landschaft bekannt und ein beliebtes Ausflugsziel. So wurde das noch heute bestehende Seebad am Strand bereits im Jahr 1916 eröffnet. 1923 stattete Japans Kronprinz und späterer Kaiser Hirohito der Bucht einen Besuch ab.
Die touristische Bedeutung Sizihwans ist bis heute ungebrochen und hat in jüngerer Zeit noch zugenommen. Auf der im Jahr 2012 erweiterten Uferpromenade genießen sowohl die Bürger von Kaohsiung als auch Gäste von außerhalb den Blick auf das Meer und die zahlreichen am Horizont kreuzenden oder in den Hafen von Kaohsiung einlaufenden Schiffe. Hauptattraktion und beliebtes Fotoobjekt ist der hier zu beobachtende malerische Sonnenuntergang, der auch Liebespaare anzieht. Zudem kommen nicht wenige Brautpaare, um vor romantischer Kulisse Fotos in ihrer Hochzeitskleidung zu machen. Am kleinen Sandstrand der Bucht, an dem man im Sommer auch schwimmen kann, gibt es ein Restaurant mit Gästezimmern. Auf den Deichen der Bucht sieht man trotz Angelverbots viele Angler.

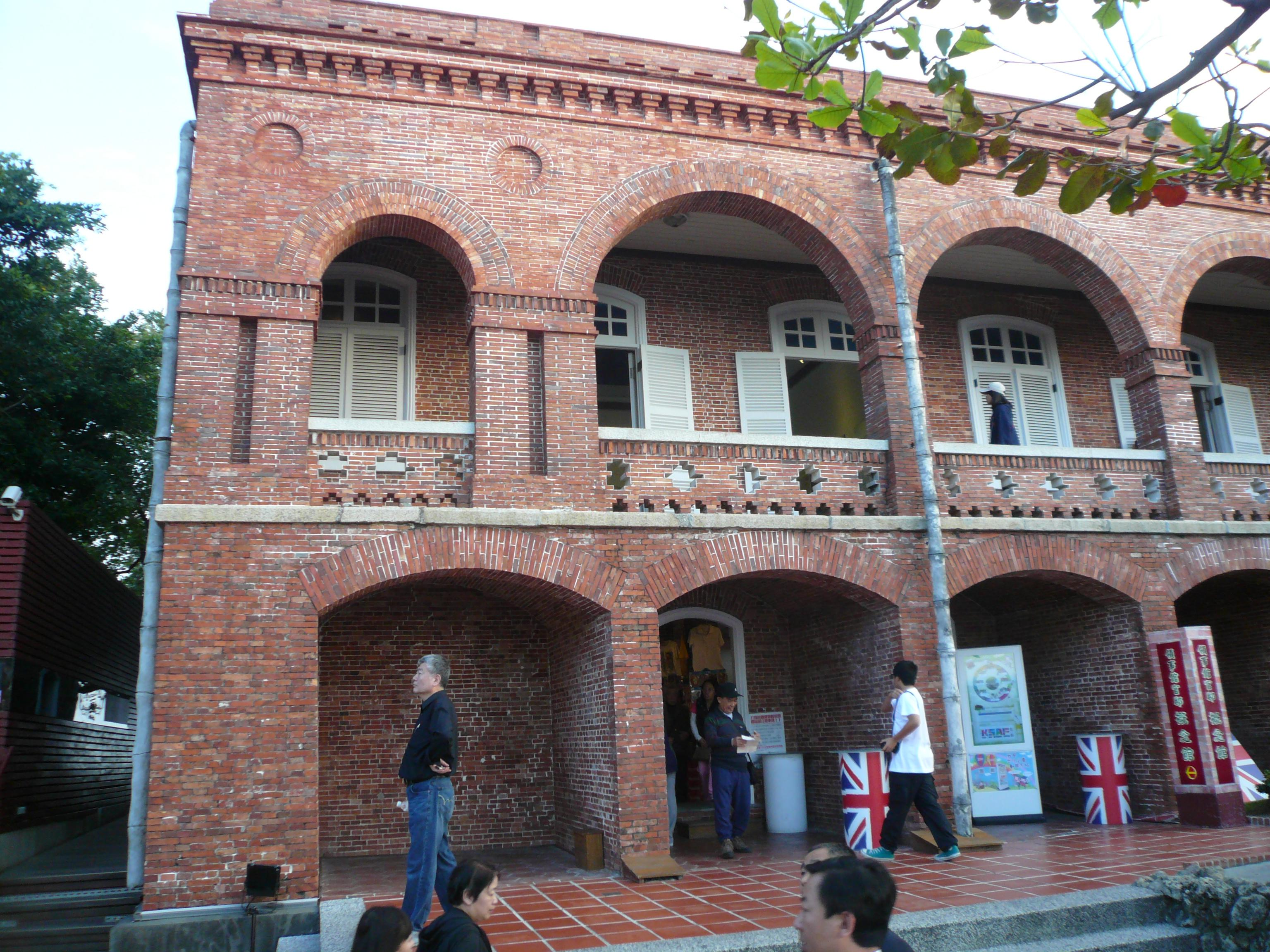
Ehemaliges britisches Konsulat.

Auf einem Hügel unweit der Küste befinden sich als weitere Attraktionen das aus rotem Backstein erbaute ehemalige Britische Konsulat in Takao (erbaut 1865), heute als Gaststätte mit schönem Ausblick genutzt, sowie der daoistische Tempel der 18 Herren (chin. 十八王公廟 Shíbā Wánggōng miào). Weiter nördlich, auf dem Gelände der Sun-Yat-sen-Universität, kann man zudem das Strandhaus und eine Limousine des ehemaligen Präsidenten der Republik China Chiang Kai-shek besichtigen.
An der Straße zur Bucht wurde ein Parkplatz für Reisebusse gebaut. Insbesondere bei Touristen aus China erfreut sich Sizihwan großer Beliebtheit. Nach Angaben des taiwanischen Verkehrsministeriums (Abteilung Tourismus) war Sizihwan im Jahr 2010 hinter dem Sonne-Mond-See und Taipei 101 das drittbeliebteste Reiseziel chinesischer Touristen in Taiwan  und lag damit sogar noch vor dem hochrenommierten Palastmuseum Taipeh.
In der Bucht von Sizihwan fanden einige Wettbewerbe der World Games 2009 statt.

## Galerie

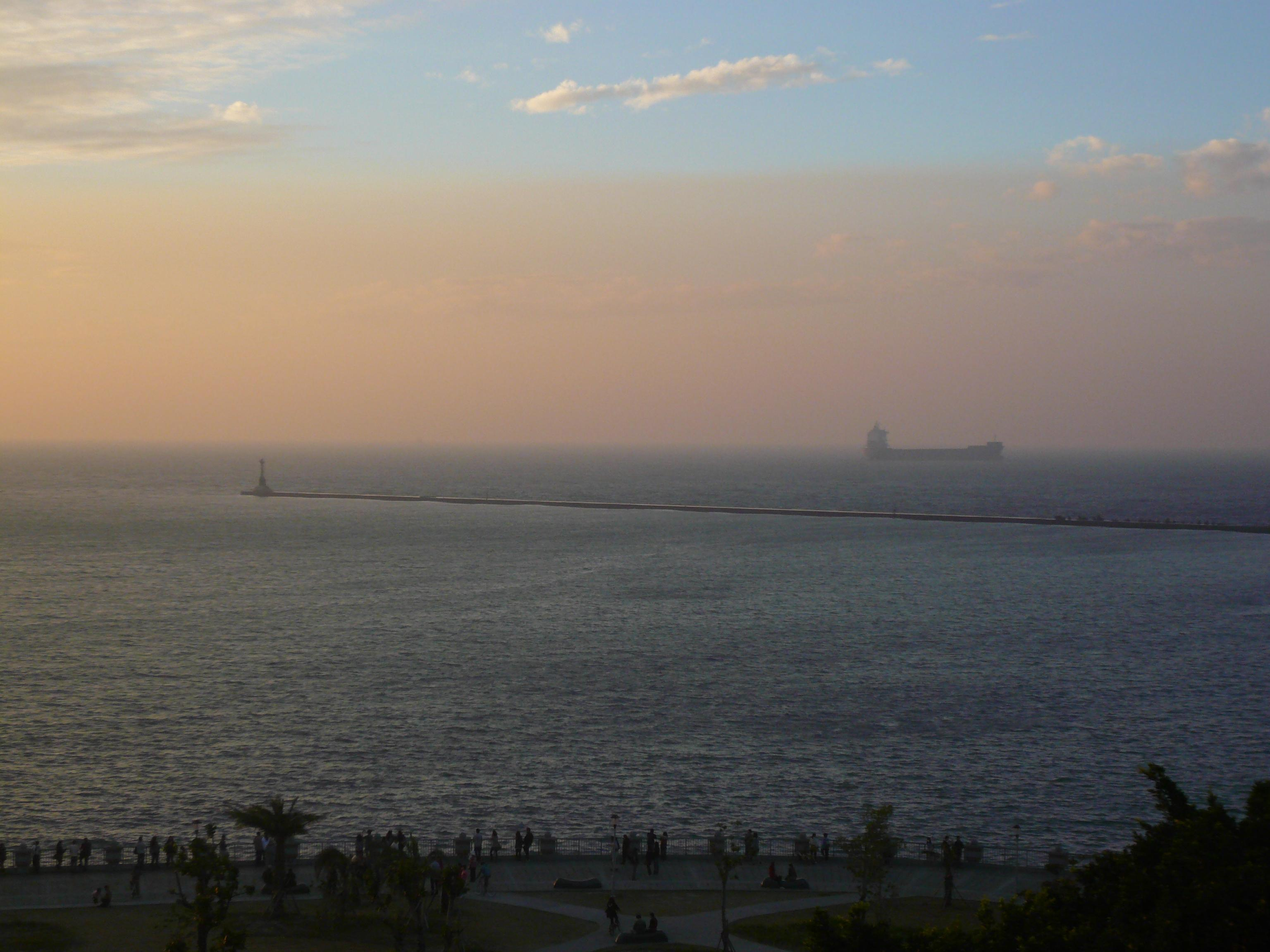
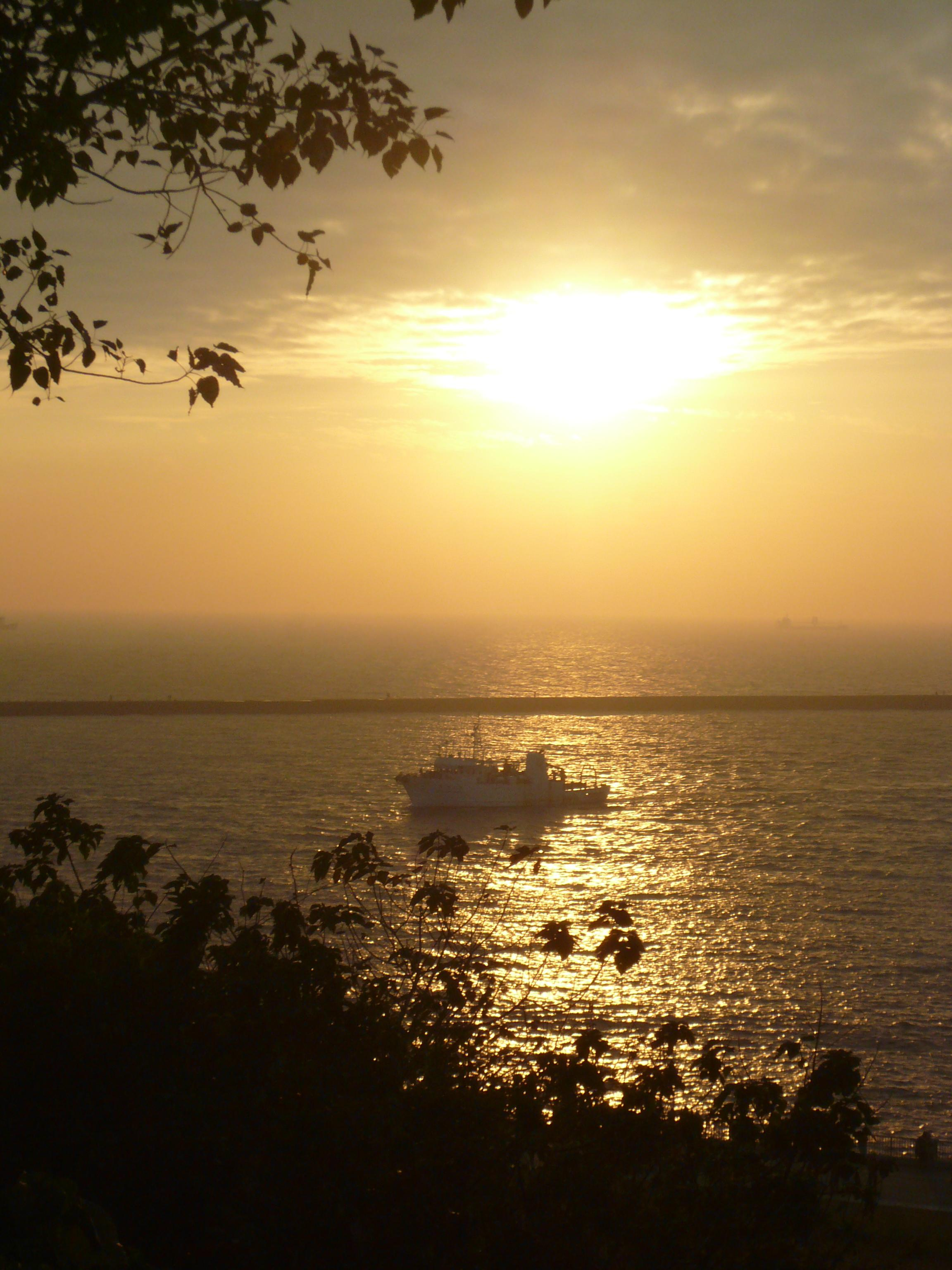
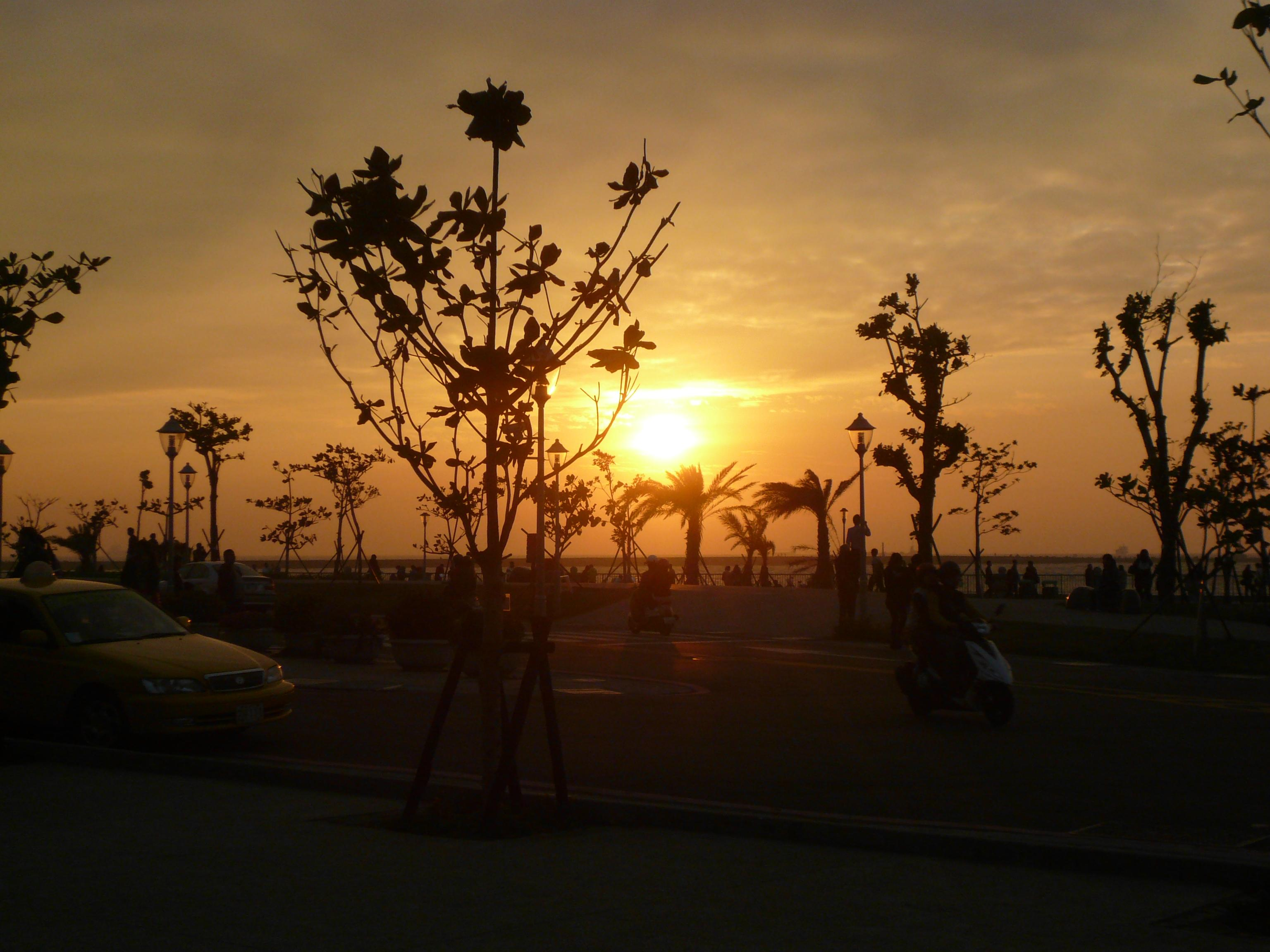
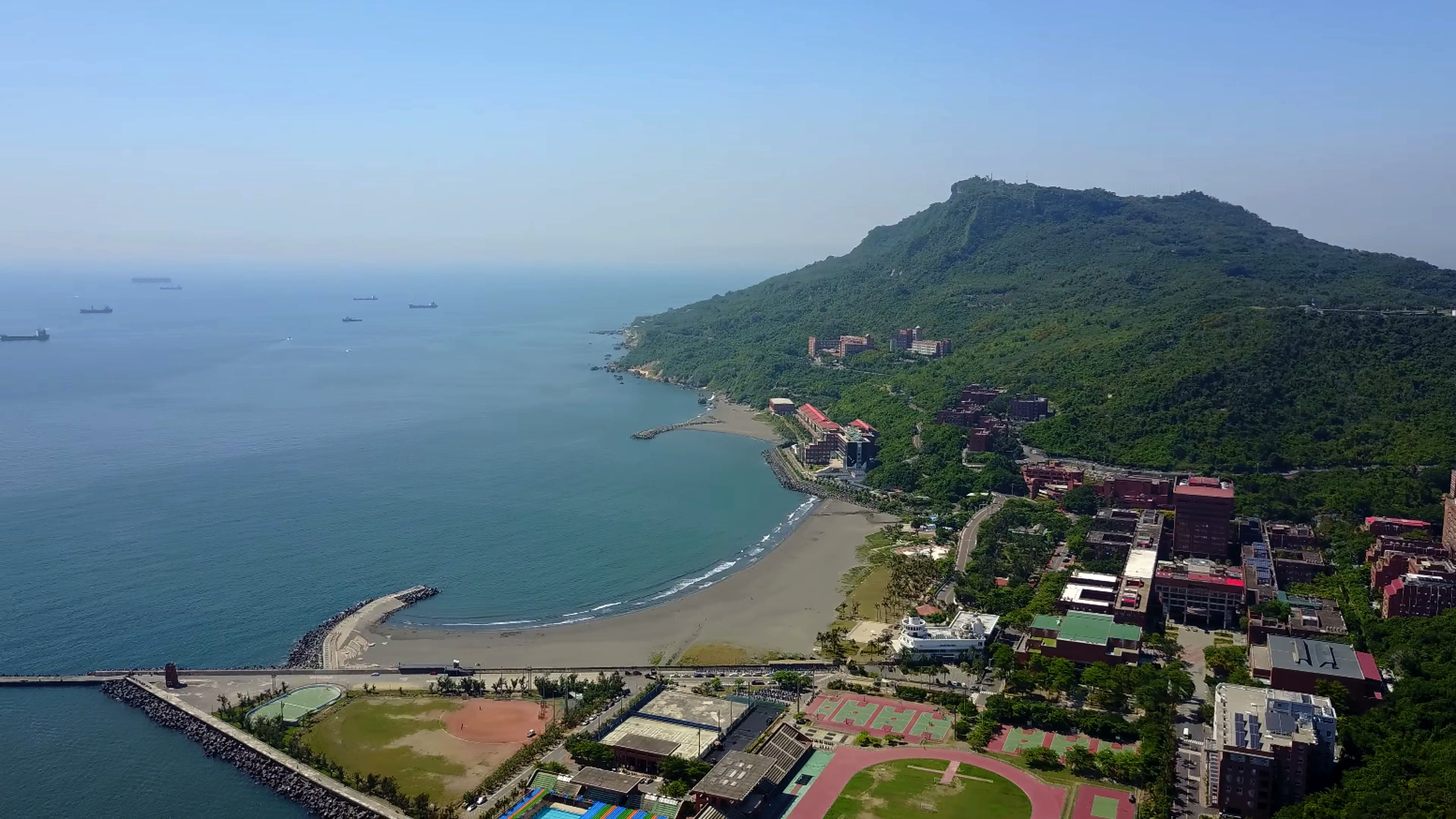
Sizihwan, Shoushan und die Sun-Yat-sen-Nationaluniversität